# Body Language (album)
Body Language je deváté studiové album australské zpěvačky Kylie Minogue, vydané 20. listopadu 2003 hudebním vydavatelstvím Parlophone a Capitol Records.

## Další informace
Album bylo nahráno během léta 2003 ve Velké Británii, Irsku a Španělsku. Název je odkazem na dějovou linku pomalých pohybů hlavního singlu „Slow“. Kylie Minogue pokračovala ve spolupráci s umělci z minulých nahrávek – Richardem Stannardem, Julianem Gallagherem, Cathy Dennis, Johnnym Douglasem a Karen Pooleovou.
Deska byla podpořena velkolepým koncertem s názvem Money Can't Buy, který se uskutečnil 15. listopadu 2003 v Londýně. V červenci 2004 bylo vydáno koncertní DVD s názvem Body Language Live.

## Seznam skladeb

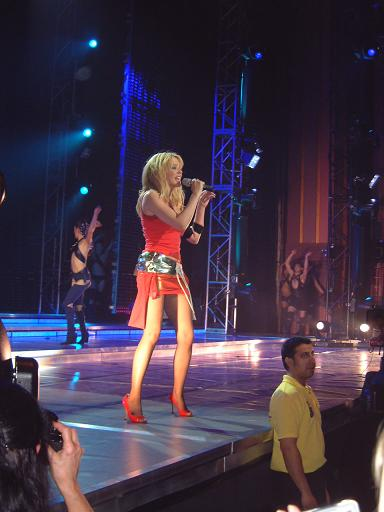
Minogue zpívá v Hammersmith Apollo hit „Money Can't Buy“

1. „Slow“ – 3:15
2. „Still Standing“ – 3:39
3. „Secret (Take You Home)“ – 3:17
4. „Promises“ – 3:16
5. „Sweet Music“ – 4:11
6. „Red Blooded Woman“ – 4:21
7. „Chocolate“ – 5:00
8. „Obsession“ – 3:31
9. „I Feel For You“ – 4:19
10. „Someday“ – 4:18
11. „Loving Days“ – 4:26
12. „After Dark“ – 4:10